# Просяник Іван Герасимович
Просяник Іван Герасимович (нар. 24 вересня 1947, с. Курінь Бахмацького району Чернігівської області) — український письменник, художник, дослідник української природи, національних звичаїв та традицій, травник. Член Національної спілки письменників України. Лауреат Міжнародної літературної премії імені Григорія Сковороди «Сад божественних пісень» (2016).

## Біографія
Народився 24 вересня 1947 року у с. Курінь Бахмацького району Чернігівської області у сім'ї козака за соціальним станом, учасника визвольних змагань УНР, хлібороба-одноосібника та доньки репресованого агронома. В цьому селі отримав середню освіту. Там живе і працює зараз. 
Навчався у Люботинському залізничному училищі під Харковом. Працював монтажником автоматики-телемеханіки на залізничному транспорті. У 1974 р. став студентом-філологом Ніжинського державного педагогічного інституту ім. М. В. Гоголя, де відвідував літературну студію. У школу Іван Просяник не пішов. 
Працював у Сосницькій районній газеті «Патріот Батьківщини» — кореспондентом, у Талалаївській газеті «Трибуна хлібороба» — завідувачем відділу листів, у Бахмацькій газеті «Радянське село» — завідувачем відділу сільського господарства. А у 1989-1990 роках був кореспондентом Чернігівської обласної молодіжної газети «Комсомольський гарт».

## Творчість
Першою серйозною зустріччю з читачем можна вважати вихід у видавництві «Радянський письменник» 1986 р. книги оповідань «Коса на камінь». У 1990 р. – видавництво «Молодь» надрукувало нову його книгу «Чорна паморозь», скомпоновану з повістей. Після розпаду СРСР займався політикою. Але через кілька років відійшов від політики і продовжив писати і друкуватися. 
У 1999 р. часопис «Дзвін» опублікував роман І. Просяника «Свічка нашаленому вітрі», у 2000 р. – травник-волховник «Зело таємниче». Цикл казок «Русь незборима» протягом 1996-1999 років друкувалися у журналі «Барвінок». Письменник з 1991 р. перебуває на творчій роботі, пише рукописи художньої прози та книги про цілющі властивості трав, уривки з яких широко друкуються у періодиці.

## Відзнаки
За глибинне розкриття у своїх працях етнокультурних скарбів цілительства українського народу, вдале філософське поєднання земних начал природи з космічними законами буття, також за книжки «Зело таємниче», «Златоцвіт» і «Скарбниця молодечої сили» письменницька діяльність Івана Просяника  була відзначена Міжнародною літературною премією імені Григорія Сковороди «Сад божественних пісень» (2016).

## Твори
- Коса на камінь (1986) оповідання
- Чорна паморозь (1990) повісті
- Свічка нашаленому вітрі (1999) роман
- Зело таємниче (2000) травник-волховник
- Дивосил. Розповіді про чар-зілля (2001) травник
- Страшна таємниця президента або полювання на дурнів (2004) сатиричний роман
- Змієборець (2007) казки
- Златоцвіт (2008) травник
- Скарбниця молодечої сили (2012) травник
- Золота грамота (2012) казки